# Piotr Łabędź
Piotr z rodu Łabędziów (zm. 20 sierpnia 1198) – biskup poznański i arcybiskup gnieźnieński. Niekiedy jest utożsamiany ze swoim poprzednikiem błogosławionym Bogumiłem (jako Bogumił-Piotr), jednak nowsze opracowania rozróżniają te dwie osoby.
Pochodził najprawdopodobniej z możnego rodu Łabędziów. O jego życiu przed konsekracją nie wiadomo nic pewnego, musiał jednak zdobyć solidne wykształcenie (być może za granicą). Prawdopodobnie był cystersem, opatem założonego w 1185 klasztoru w Koprzywnicy i w 1186 został biskupem poznańskim, a kilka lat później arcybiskupem gnieźnieńskim.
Na urzędzie arcybiskupim występuje po raz pierwszy 8 września 1191 przy konsekracji kolegiaty sandomierskiej. Przy tej okazji starał się również pogodzić zwaśnionych książąt – Kazimierza Sprawiedliwego i Mieszka Starego. Był wielkim protektorem zakonu cysterskiego – przekazał dochody z kilkunastu wsi na rzecz zakładanego wówczas, z fundacji Kazimierza Sprawiedliwego, opactwa cysterskiego w Sulejowie, zaś cystersom z Łekna przekazał dochody z trzech kolejnych wsi. Był również sędzią w sporze między benedyktynami a norbertanami o opactwo św. Wincentego we Wrocławiu w 1193 r. (opactwo trafiło w ręce norbertanów). Zmarł 20 sierpnia 1198.
Był przyjacielem Wincentego Kadłubka, który napisał w swojej kronice na jego cześć panegiryk Aplanon axe tero.